# Isonandra perakensis
Isonandra perakensis är en tvåhjärtbladig växtart som beskrevs av George King och James Sykes Gamble. Isonandra perakensis ingår i släktet Isonandra och familjen Sapotaceae.

## Underarter
Arten delas in i följande underarter:
- I. p. kelantanensis
- I. p. perakensis